# Campionatul Mondial de Atletism în sală din 2004
A 10-a ediție a Campionatului Mondial de Atletism în sală s-a desfășurat între 5 și 7 martie 2004 la Budapesta, Ungaria. Aceasta a fost a doua oară când Budapesta a găzduit acest eveniment, prima ediție găzduită de acest oraș având loc în 1989. Au participat 677 de sportivi, veniți din 139 de țări.

## Sală
Probele au avut loc la Sala Sporturilor László Papp din Budapesta. Aceasta a fost inaugurată în anul 2003.

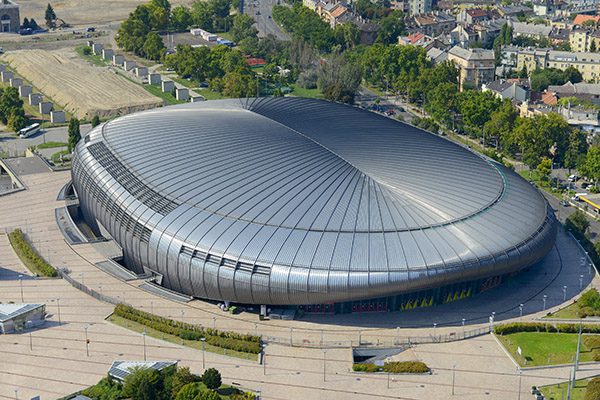
Sala Sporturilor László Papp din Budapesta

## Rezultate
RM - record mondial; RC - record al competiției; AM - record nord-american; AS - record asiatic; RE - record european; OC - record oceanic; SA - record sud-american; RA - record african; RN - record național; PB - cea mai bună performanță a carierei

### Masculin
| Event                | Aur                                                                                                 | Aur      | Argint                                                          | Argint     | Bronz                                                               | Bronz   |
| 60 m                 | Jason Gardener (GBR)                                                                                | 6,49     | Shawn Crawford (USA)                                            | 6,52       | Georgios Theodoridis (GRE)                                          | 6,54    |
| 200 m                | Dominic Demeritte (BAH)                                                                             | 20,66 RN | Johan Wissman (SWE)                                             | 20,72      | Tobias Unger (GER)                                                  | 21,02   |
| 400 m                | Alleyne Francique (GRN)                                                                             | 45,88    | Davian Clarke (JAM)                                             | 45,92      | Gary Kikaya (COD)                                                   | 46,30   |
| 800 m                | Mbulaeni Mulaudzi (RSA)                                                                             | 1:45,71  | Rashid Ramzi (BHR)                                              | 1:46,15 RN | Osmar dos Santos (BRA)                                              | 1:46,26 |
| 1500 m               | Paul Korir (KEN)                                                                                    | 3:52,31  | Ivan Heșko (UKR)                                                | 3:52,34    | Laban Rotich (KEN)                                                  | 3:52,93 |
| 3000 m               | Bernard Lagat (KEN)                                                                                 | 7:56,34  | Rui Silva (POR)                                                 | 7:57,08    | Markos Geneti (ETH)                                                 | 7:57,87 |
| 60 m garduri         | Allen Johnson (USA)                                                                                 | 7,36 RC  | Liu Xiang (CHN)                                                 | 7,43 RN    | Maurice Wignall (JAM)                                               | 7,48 RN |
| Ștafetă 4×400 m      | Jamaica Gregory Haughton Leroy Colquhoun Michael McDonald Davian Clarke Richard James* Sanjay Ayre* | 3:05,21  | Rusia Dmitri Forșev Boris Gorban Andrei Rudnițki Aleksandr Usov | 3:06,23    | Irlanda Robert Daly Gary Ryan David Gillick David McCarthy          | 3:10,44 |
| Săritura în înălțime | Stefan Holm (SWE)                                                                                   | 2,35     | Iaroslav Râbakov (RUS)                                          | 2,32       | Ștefan Vasilache (ROU) · Germaine Mason (JAM) · Jaroslav Bába (CZE) | 2,25    |
| Săritura cu prăjina  | Igor Pavlov (RUS)                                                                                   | 5,80 PB  | Adam Ptácek (CZE)                                               | 5,70       | Denâs Iurcenko (UKR)                                                | 5,70    |
| Săritura în lungime  | Savanté Stringfellow (USA)                                                                          | 8,40     | James Beckford (JAM)                                            | 8,31       | Vitali Șkurlatov (RUS)                                              | 8,28    |
| Triplusalt           | Christian Olsson (SWE)                                                                              | 17,83 RM | Jadel Gregório (BRA)                                            | 17,43      | Yoandri Betanzos (CUB)                                              | 17,36   |
| Aruncarea greutății  | Christian Cantwell (USA)                                                                            | 21,49    | Reese Hoffa (USA)                                               | 21,07 PB   | Joachim Olsen (DEN)                                                 | 20,99   |
| Heptatlon            | Roman Šebrle (CZE)                                                                                  | 6438     | Bryan Clay (USA)                                                | 6365       | Lev Lobodin (RUS)                                                   | 6203    |

* Atletul a participat doar la calificări, dar a primit o medalie.

### Feminin
| Event                | Aur                                                                      | Aur        | Argint                                                             | Argint     | Bronz                                                                | Bronz      |
| 60 m                 | Gail Devers (USA)                                                        | 7,08       | Kim Gevaert (BEL)                                                  | 7,12 RN    | Iulia Nesțearenka (BLR)                                              | 7,12       |
| 200 m                | Natallia Safronnikava (BLR)                                              | 23,13      | Svetlana Goncearenko (RUS)                                         | 23,15      | Karin Mayr-Krifka (AUT)                                              | 23,18      |
| 400 m                | Natalia Nazarova (RUS)                                                   | 50,19 RC   | Olesia Forșeva (RUS)                                               | 50,65 PB   | Tonique Williams-Darling (BAH)                                       | 50,87 RN   |
| 800 m                | Maria de Lurdes Mutola (MOZ)                                             | 1:58,50    | Jolanda Čeplak (SLO)                                               | 1:58,72    | Joanne Fenn (GBR)                                                    | 1:59,50 RN |
| 1500 m               | Kutre Dulecha (ETH)                                                      | 4:06,40    | Carmen Douma-Hussar (CAN)                                          | 4:08,18 RN | Gulnara Samitova (RUS)                                               | 4:08,26    |
| 3000 m               | Meseret Defar (ETH)                                                      | 9:11,22    | Berhane Adere (ETH)                                                | 9:11,43    | Shayne Culpepper (USA)                                               | 9:12,15    |
| 60 m garduri         | Perdita Felicien (CAN)                                                   | 7,75 RC    | Gail Devers (USA)                                                  | 7,78       | Linda Ferga-Khodadin (FRA)                                           | 7,82 RN    |
| Ștafetă 4×400 m      | Rusia Olesia Krasnomoveț Olga Kotlearova Tatiana Levina Natalia Nazarova | 3:23,88 RM | Belarus Natalia Sologub Anna Kozak Ilona Usovici Sveatlana Usovici | 3:29,96 RN | România · Angela Moroșanu · Alina Rîpanu · Maria Rus · Ionela Târlea | 3:30,06 RN |
| Săritura în înălțime | Elena Slesarenko (RUS)                                                   | 2,04       | Anna Cicerova (RUS)                                                | 2,00       | Blanka Vlašić (CRO)                                                  | 1,97       |
| Săritura cu prăjina  | Elena Isinbaeva (RUS)                                                    | 4,86 RM    | Stacy Dragila (USA)                                                | 4,81 RN    | Svetlana Feofanova (RUS)                                             | 4,70       |
| Săritura în lungime  | Tatiana Lebedeva (RUS)                                                   | 6,98       | Tatiana Kotova (RUS)                                               | 6,93       | Carolina Klüft (SWE)                                                 | 6,92 RN    |
| Triplusalt           | Tatiana Lebedeva (RUS)                                                   | 15,36 RM   | Yamilé Aldama (SUD)                                                | 14,90 RN   | Hrysopiyí Devetzí (GRE)                                              | 14,73      |
| Aruncarea greutății  | Svetlana Kriveliova (RUS)                                                | 19,90      | Yumileidi Cumbá (CUB)                                              | 19,31      | Nadine Kleinert (GER)                                                | 19,05      |
| Pentatlon            | Naide Gomes (POR)                                                        | 4759       | Natalia Dobrinska (UKR)                                            | 4727 RN    | Austra Skujytė (LTU)                                                 | 4679 RN    |

* Atleta a participat doar la calificări, dar a primit o medalie.

## Clasament pe medalii
| Loc   | Țară                       | Aur | Argint | Bronz | Total |
| ----- | -------------------------- | --- | ------ | ----- | ----- |
| 1     | Rusia                      | 8   | 6      | 4     | 18    |
| 2     | Statele Unite ale Americii | 4   | 5      | 1     | 10    |
| 3     | Etiopia                    | 2   | 1      | 1     | 4     |
| 3     | Suedia                     | 2   | 1      | 1     | 4     |
| 5     | Kenya                      | 2   | –      | 1     | 3     |
| 6     | Jamaica                    | 1   | 2      | 2     | 5     |
| 7     | Cehia                      | 1   | 1      | 1     | 3     |
| 7     | Belarus                    | 1   | 1      | 1     | 3     |
| 9     | Canada                     | 1   | 1      | –     | 2     |
| 9     | Portugalia                 | 1   | 1      | –     | 2     |
| 11    | Bahamas                    | 1   | –      | 1     | 2     |
| 11    | Regatul Unit               | 1   | –      | 1     | 2     |
| 13    | Grenada                    | 1   | –      | –     | 1     |
| 13    | Mozambic                   | 1   | –      | –     | 1     |
| 13    | Africa de Sud              | 1   | –      | –     | 1     |
| 16    | Ucraina                    | –   | 2      | 1     | 3     |
| 17    | Brazilia                   | –   | 1      | 1     | 2     |
| 17    | Cuba                       | –   | 1      | 1     | 2     |
| 19    | Bahrain                    | –   | 1      | –     | 1     |
| 19    | Belgia                     | –   | 1      | –     | 1     |
| 19    | China                      | –   | 1      | –     | 1     |
| 19    | Slovenia                   | –   | 1      | –     | 1     |
| 19    | Sudan                      | –   | 1      | –     | 1     |
| 24    | Germania                   | –   | –      | 2     | 2     |
| 24    | Grecia                     | –   | –      | 2     | 2     |
| 24    | România                    | –   | –      | 2     | 2     |
| 27    | Austria                    | –   | –      | 1     | 1     |
| 27    | Republica Democrată Congo  | –   | –      | 1     | 1     |
| 27    | Danemarca                  | –   | –      | 1     | 1     |
| 27    | Franța                     | –   | –      | 1     | 1     |
| 27    | Croația                    | –   | –      | 1     | 1     |
| 27    | Irlanda                    | –   | –      | 1     | 1     |
| 27    | Lituania                   | –   | –      | 1     | 1     |
| Total | Total                      | 28  | 28     | 30    | 86    |

## Participarea României la campionat
18 atleți au reprezentat România.
- Ștefan Vasilache – înălțime - locul 3
- Ionela Târlea – 400 m - locul 4 – ștafetă 4×400 m - locul 3
- Angela Moroșanu – ștafetă 4×400 m - locul 3
- Alina Rîpanu – ștafetă 4×400 m - locul 3
- Maria Rus – ștafetă 4×400 m - locul 3
- Bogdan Țăruș – lungime - locul 4
- Marian Oprea – triplusalt - locul 5
- Adelina Gavrilă – triplusalt - locul 7
- Adina Anton – lungime - locul 8
- Daniel Donovici – triplusalt - locul 10
- Monica Iagăr – înălțime - locul 10
- Carmen Zamfir-Ghilase – 60 m garduri - locul 11
- Oana Pantelimon – înălțime - locul 14
- Liliana Popescu – 800 m - locul 15
- Mariana Solomon – triplusalt - locul 15
- Alina Cucerzan – 1500 m - locul 16
- Gheorghe Gușet – greutate - FR
- Ioan Vieru – 400 m - DS

## Participarea Republicii Moldova la campionat
Un atlet a reprezentat Republica Moldova.
- Ivan Emilianov – greutate - locul 20